# イ号一型丙自動追尾誘導弾
イ号一型丙自動追尾誘導弾（イごういちがたへい じどうついびゆうどうだん）は、大日本帝国陸軍が試作した音響誘導式の滑空誘導弾。

## 歴史
1944年（昭和19年）5月下旬、ビアク島の戦いで陸軍飛行第5戦隊長高田勝重少佐らが独断で敵艦船への体当たり攻撃を敢行したことを受け、第一陸軍航空技術研究所の大森丈夫航技少佐と第二陸軍航空技術研究所の小笠満治少佐が、「100％戦死する体当たり攻撃は技術者の怠慢を意味する不名誉なこと」として提案した親子飛行機構想によりイ号の計画が進められ、同年春のうちにイ号一型甲・イ号一型乙とともに陸軍航空本部によって研究が開始された。
1944年9月5日、陸海民の科学技術の一体化を図るため、陸海技術運用委員会が設置され、研究の一つにイ号も含まれていた。
1945年（昭和20年）3月に久慈浜爆撃試験場で原型機の投下実験が開始された。この実験の結果を元に誘導装置や安定装置の改良を行った後、同年7月から琵琶湖に場所を移して改良試験機による誘導装置なしの投下実験を行い、誘導装置装備状態での投下実験を準備中に終戦を迎えた。終戦までに原型機3機、改良試験機20機が製造されている。

## 性能
弾体は全長3.5 m、直径0.5 m、十字型に配置された主翼と尾翼を持つ。同時期に開発された誘導爆弾であるイ号一型甲やイ号一型乙とは異なり、推進装置は有していない。実験の際には四式重爆撃機に搭載された。誘導装置として、砲火の衝撃波によって生じる3 - 5ヘルツの音響高調波を搭載されたマイクロフォン1個で捉えて進入方向を決定する衝撃感応ホーミング装置が搭載されており、撃ち放しが可能だった。また、原型機には姿勢安定用のジャイロ6個が装備されており、改良試験機では1個が追加されて計7個となっている。